# ピアノ協奏曲第5番 (プロコフィエフ)
セルゲイ・プロコフィエフピアノ協奏曲 第5番 ト長調 作品55は、1932年に作曲された作品で、事実上プロコフィエフ最後のピアノ協奏曲になった。1932年10月31日、作曲者自身のピアノと、ヴィルヘルム・フルトヴェングラー指揮ベルリン・フィルハーモニー管弦楽団という豪華な顔ぶれによってベルリンで初演された。
プロコフィエフは左手のための『ピアノ協奏曲 第4番』を書いた翌年に、ヴィルトゥオーゾのために両手のためのピアノ協奏曲を作曲しようと決意し、作曲の筆を進ませた。後述のように非伝統的な5楽章制をとるため、プロコフィエフは当初は『ピアノと管弦楽のための音楽』と名付けていたが、後に親友ニコライ・ミャスコフスキーの説得により、現在の名称に落ち着いた。

## 楽器編成
フルート 2、オーボエ 2、クラリネット 2、ファゴット 2、トランペット 2、ホルン 2、トロンボーン 2、チューバ、ティンパニ、バスドラム、スネアドラム、ピアノ、弦楽5部（第1・第2ヴァイオリン、ヴィオラ、チェロ、コントラバス）

## 楽曲構成
異例な5楽章構成をとる。全曲を通じて20分から25分。
1. アレグロ・コン・ブリオ、ト長調 （4 - 5分）
2. モデラート・ベン・アクセンチュアート、ハ長調 （3 - 4分）
3. トッカータ:アレグロ・コン・フオーコ、ト長調 （1 - 2分）
4. ラルゲット、変ロ長調 （6 - 7分）
5. ヴィーヴォ、変ロ短調→ト長調 （5 - 6分）

第1楽章から第3楽章までは同一の主題を中心に置いており、第1楽章と第3楽章は同じように始まる。これら前半3楽章は、どれも主にリズムに魅力がある。第2楽章は軽やかなグリッサンドに始まり、舞曲風の主題を導入するが、その後はより広がりのある動きによって対比付けられる。その後、風変わりに結ばれる。
第1楽章の変形された再現である第3楽章で、一見立派に曲が終わったかに思えたところで、ちょっとした驚きとともに第4楽章が始まる。作品中で最も長く、最も緩やかな楽章であり、英雄的な壮大な楽想で頂点に達する。終楽章は辛辣な曲想に始まるが、やがて伝統的とはいえないロクリア旋法を活用した、より静謐な雰囲気の曲想に切り替わる。爆発的な音量で結びとなる。